# メトロポリタンハンデキャップ (オーストラリア)
メトロポリタンハンデキャップ（Metropolitan Handicap）とはオーストラリアのロイヤルランドウィック競馬場で行われる競馬の競走である。アメリカのメトロポリタンハンデキャップと混同を避けるため、ザメトロポリタンなどと表記されることが多い。

## 概要
グレード制ではG1に類される。施行距離は芝2400メートルで、出走条件は3歳以上のサラブレッド。賞金総額は60万AUD。

## 近年の勝ち馬
- 2024 - Land Legend[1]
- 2023 - Just Fine[2]
- 2022 - No Compromise[3]
- 2021 - Montefilia[4]
- 2020 - Mirage Dancer
- 2019 - Come Play With Me
- 2018 - Patrick Erin[5]
- 2017 - Foundry[6]
- 2016 - Sir John Hawkwood[7]
- 2015 - Magic Hurricane[8]
- 2014 - Opinion[9]
- 2013 - Seville
- 2012 - Glencadam Gold
- 2011 - The Verminator
- 2010 - Herculian Prince
- 2009 - Speed Gifted
- 2008 - Newport
- 2007 - 中止
- 2006 - Tawqeet
- 2005 - Railings